# Geochorda
Geochorda é um género botânico pertencente à família Plantaginaceae.
O género foi descrito por Ludolf Karl Adelbert von Chamisso e Diederich Franz Leonhard von Schlechtendal e publicado em Linnaea 3: 11–12. 1828. A espécie-tipo é Geochorda cuneata Cham. & Schltdl.
Trata-se de um género reconhecido pelo sistema de classificação filogenética Angiosperm Phylogeny Website.

## Espécies
Segunda a base de dados Tropicos os taxa subordinados são:
- Geochorda cuneata Cham. & Schltdl.
- Geochorda glechomodes	Kuntze

Segundo o The Plant List, este género tem 2 espécies descritas, mas apenas uma delas é aceite, Geochorda glechomodes (Spreng.) Kuntze